# Kőrösi Csoma Sándor Gimnázium
A Kőrösi Csoma Sándor Református Gimnázium Hajdúnánás nagy hagyományokkal rendelkező középiskolája. Az iskola  1952 óta viseli a híres tibetológus nevét. 

## Története
A tanintézmény története 1656-ig nyúlik vissza. Ekkor Hajdúnánáson a debreceni Kollégium partikulájaként Szenczi Márton rektor vezetésével működött iskola. A tanárok  és diákok egyszerű emberek fiai voltak, hálásak a tanítás és a tanulás lehetőségéért. A tananyagra és a tantervre vonatkozóan a Debreceni Református Kollégium szolgált mintaképül. 
Az 1857-58-as esztendő jelent komoly fordulatot jelentett az iskola életében. Ekkor az addig egyetlen rektor helyett három tanárt is alkalmaztak, így kialakulhatott a szaktanári rendszer. Ennek a lehetőségnek a kialakításakor működött közre Soós Gábor, a város főjegyzője, aki szívügyének tartotta az intézmény fejlődését. 1860-tól az ő segítségével lett nyilvános hatosztályos gimnáziummá az iskola, melynek további sikeres fennmaradásához jelentős anyagi segítséggel is hozzájárult.
1902-ben a kormány jóváhagyásával új épület építését kezdték el, amelyben 1906-tól főgimnázium működött. A két világháború között Csiha Márton és felesége adományozásának köszönhetően a vidéki tanulók számára kollégium létesült. A gimnáziumot az 1940-es évek elején a Tiszántúl legjobb középiskolái között említették. A második világháború az épületben anyagi kárt nem okozott, de sok kedves diák emléke már csak a rokonok és ismerősök szívében él.
Az iskolát 1948-ban államosították, és ennek hatására a tanulók száma nőtt és a felszerelések is korszerűsödtek. Sokan emlékeznek még vissza dr. Tóth Lajosnak, az akkori igazgatóra, aki hajdani diákként visszatérve diákok százainak egyengette útját, hogy tehetségük szerint szárnyra keljenek.
1962-től az intézmény profilja a szakközépiskolai osztályok megjelenésével bővült. Ezt követően a tanulók létszáma egyre gyarapodott, olyannyira, hogy 1974-ben egy új kétemeletes műhelyépületet adtak át a szakképzésnek. 1989-ben a továbbgazdagodó képzésnek köszönhetően további tantermekre lett szükség, melyeket egy újabb emelet ráépítésével sikerült elhelyezni. 1991-től nyolc évfolyamos gimnáziumi osztály és érettségire épülő technikusi osztály indult. Szintén ebben az évben indult a 4 évfolyamos emelt nyelvi képzés.
Az intézmény és a város sportolási lehetőségét biztosítja az 1993 decemberében átadott  városi sportcsarnok, ahol számos testnevelési órát tartanak. 
Egy, a Világbank által finanszírozott pályázat keretében az iskola szélesebb körű szakképzési programba kezdhetett bele, s így 1998-tól egy gépészeti és egy informatikai szakmacsoportú osztály indult. A sikeres pályázat következtében megújultak az iskola tárgyi eszközei is. 
2000 szeptember elsejétől a szakképzés két új szakmacsoporttal bővült: a 12. évfolyam befejezése után a tanulók közép és felsőfokú OKJ-s képesítést szerezhetnek közgazdasági, humán, informatikai illetve gépészeti szakterületeken. 2003-tól új lehetőségként megjelentek a gépész-mérnökasszisztens, CNC-technológus, műszaki informatikus és műszaki menedzser szakirányú képzések is.
2004. szeptember 1-jétől bevezették – öt évfolyamos szakközépiskolai képzésként – a nyelvi előkészítő osztályt. A diákok két szakmacsoportban (informatika és közgazdaság) kezdték meg tanulmányaikat. A képzés első évében intenzív idegen nyelv és informatika tanítása folyik, a második és harmadik évben emelt szintű nyelvtanítás és informatika oktatás zajlik. A negyedik és ötödik évfolyamon a második idegen nyelv tanítása kezdődik, és a szakmai előkészítő tantárgyak magas óraszámban való oktatása. Az érettségi vizsga az ötödik évfolyam végén történik. 
2005-ben teljesen megújult a gimnázium épülete.
2015-ben az intézmény fenntartása átkerült a KLIK-től a református egyházhoz, ugyanekkor vált ketté a gimnázium és a szakközépiskola, melynek fenntartója az állam maradt.

## Híres diákjai
- Maghy Zoltán (költő)
- Oláh András
- Ujvárosi Miklós
- Soma Mamagésa
- Krusovszky Dénes
- Dr. Csohány János
- Dr. Hegedűs Loránt[1]
- Dr. Ötvös László

## Külső hivatkozások
- Az iskola honlapja Archiválva 2017. november 9-i dátummal a Wayback Machine-ben